# 河西学院
河西学院是中华人民共和国甘肃省张掖市的一所全日制本科省属公办普通高等学校。

## 主要历史
该校历史可以追溯到1941年成立的甘肃省立张掖师范学校，中华人民共和国成立后，张掖师范学校与张掖农校、张掖中学三校合并成立省立张掖联合中学。1958年，开始建立张掖师范学院。1959年改制为张掖师范专科学校。1962年裁撤，1978年，经中华人民共和国国务院批准恢复成立张掖师范专科学校。2000年，张掖师范专科学校合并了张掖农校和及张掖职业中等专业学校。
2001年，中华人民共和国教育部批准，在原张掖师范高等专科学校基础上升格为河西学院。
2014年，教育部同意张掖医学高等专科学校及张掖市人民医院并入河西学院，组成河西学院医学部，并筹建新的河西大学。

## 学院设置
该校有16个院系：医学院 教师教育学院、农业与生物技术学院、物理与机电工程学院、化学化工学院、信息技术与传媒学院、历史文化与旅游学院、经济管理学院、政法学院、文学院、数学与统计学院、外国语学院、音乐学院、美术学院、体育学院、土木工程学院。